# Chironomus riparius
Chironomus riparius är en tvåvingeart som beskrevs av Johann Wilhelm Meigen 1804. Chironomus riparius ingår i släktet Chironomus och familjen fjädermyggor. Arten är reproducerande i Sverige. Inga underarter finns listade i Catalogue of Life.